# Slovakiets flag
Det nuværende slovakiske flag blev vedtaget i Slovakiets forfatning og trådte i kraft 3. september 1992. Farverne i flaget, rød, hvid og blå, er fælles med flere andre slaviske lande.
Slovakiets flag og tilsvarende form, men med et andet skjold, kan i historien ses helt tilbage til revolutionsåret 1848, da en minoritet af slovakker var i konflikt med ungarerne. Det blev også brugt uofficielt i Tjekkoslovakiet før 2. verdenskrig og af den slovakiske republik under krigen. Det blev 1. marts 1990 taget i brug (uden våbenskjoldet) som Slovakiets flag indenfor Tjekkoslovakiet. Eftersom det slovakiske flag uden våbenskjold er identisk med det russiske flag, og også ligner Sloveniens flag, blev våbenskjoldet tilføjet ved en ændring af forfatningen i september 1992.
En detaljeret lov om flagbrug i Slovakiet kom i februar 1993.

## Eksterne link
- Wikimedia Commons har flere filer relateret til Slovakiets flag
- Slovakia på Flags of the  World

| Flag | Spire Denne artikel om flag eller vexillologi er en spire som bør udbygges. Du er velkommen til at hjælpe Wikipedia ved at udvide den. |